# Dulló
Dulló (románul: Duleu) település Romániában, a Bánságban, Krassó-Szörény megyében.

## Fekvése
Boksánbányától északra, a Pogányos patak jobb partján fekvő település.

## Története
Dulló nevét 1690–1700 között említette először oklevél Duleg (Duleo) néven. 1699-ben Dulo, 1701-ben Dullo, 1808-ban Dulleo ~ Duleo, 1888-ban és 1913-ban Dulló néven írták. 1851-ben Fényes Elek írta a településről: 
Dulleó, Krassó vármegyében, 5 katholikus, 711 óhitü lakossal, s anyatemplommal. Birja Joanovics család.
A trianoni békeszerződés előtt Krassó-Szörény vármegye Boksánbányai járásához tartozott. 1910-ben 886 lakosából 23 magyar, 84 német, 776 román volt. Ebből 109 római katolikus, 762 görögkeleti ortodox volt.